# Onthophagus transisthmius
Onthophagus transisthmius é uma espécie de inseto do género Onthophagus, família Scarabaeidae, ordem Coleoptera.
Foi descrita cientificamente por Howden & Young em 1981.